# Sołowjewo
Sołowjewo (ukr. Солов'ї) – wieś na Ukrainie w rejonie kowelskim, obwodu wołyńskiego. Liczy 1014 mieszkańców.
Do 2020 w rejonie starowyżewskim.